# Embelia arborea
Embelia arborea är en viveväxtart som beskrevs av A. Dc. Embelia arborea ingår i släktet Embelia och familjen viveväxter. Utöver nominatformen finns också underarten E. a. baronii.